# Marcha de Aníbal a Roma
A Marcha de Aníbal a Roma, conhecida também como Batalha de Roma, foi realizada em 211 a.C. durante a Segunda Guerra Púnica. O general cartaginês Aníbal marchou de surpresa com seu exército contra Roma, causando, num primeiro momento, uma grande preocupação entre os líderes e de cidadãos da República Romana. Esta invasão, porém, terminou em fracasso: rapidamente, diante da firme resistência dos romanos, Aníbal se afastou da cidade e seguiu com suas tropas para Brúcio.

## Contexto histórico
Depois do inverno de 212/211 a.C., Aníbal retornou a Cápua, cercando os romanos que cercavam a cidade, comandados por Ápio Cláudio Pulcro. Sem conseguir atrair o comandante romano para uma batalha, passou a incomodá-los constantemente, enviando contra eles esquadrões de cavalaria para lançar dardos no acampamento romano enquanto a infantaria tentava arrancar a paliçada esxterior. Ainda assim não conseguiu, pois os romanos permaneceram firme no cerco. Irritado com o impasse, pois não conseguia nem entrar em Cápua, sua aliada, e nem atrair os romanos para o combate, Aníbal se preocupava ainda em se ver cercado pela chegada dos novos cônsules, o que acabaria cortando sua linha de suprimentos.

### Aníbal deixa o cerco e se volta para Roma
A solução que ele encontrou foi marchar rapidamente e inesperadamente contra a própria Roma, "que era o centro da guerra", provocando nos habitantes da cidade tamanho espanto que fez com que Cláudio Pulcro levantasse o cerco para correr para ajudar sua pátrica, dividindo seu exército entre a força enviada a Roma e uma outra deixada em Cápua em posição mais precária e vulnerável</ref>Lívio, Ab Urbe Condita XXVI, 7.3-5.</ref>:
| “ | [...] o desejo desta empreitada nunca o abandonou [...] Aníbal não escondia que tinha deixado escapar uma oportunidade depois da Batalha de Canas. | ” |
|   | — Lívio, Ab Urbe Condita XXVI, 7.3. |   |

Decidido, Aníbal enviou a Cápua um mensageiro líbio, que fingiu desertar para entrar no acampamento romano e, dali, seguir para a cidade, completamente bloqueada pelo cerco e inacessível para os cartagineses. Ele temia que os habitantes de Cápua acreditassem que ele os havia abandonado e se rendessem. Para evitá-lo, decidiu escrever uma carta explicando que o motivo de sua nova campanha era justamente permitir que os capuanos pudessem continuar resistindo ao cerco:
| “ | A carta [de Aníbal] estava repleta de encorajamentos [para os campânios]. Nela, Aníbal defendia que sua partida seria sua salvação, pois afastaria do cerco de Cápua os comandantes romanos e seus exércitos, que correriam para salvar Roma. Os campânios não deveriam perder a confiança. Se tivessem paciência por uns poucos dias, logo se veriam livres do cerco | ” |
|   | — Lívio, Ab Urbe Condita XXVI, 7.7-8. |   |

Capturada as embarcações que estavam no rio Volturno, Aníbal ordenou que se exército se dirigisse à fortaleza que havia construído para defendê-lo. Quando a quantidade correta de embarcações foi amealhada para que o exército pudesse atravessar o rio em uma única noite, depois de apenas cinco dias de sua chegada a Cápua, Aníbal reuniu seus homens, preparativos e víveres para dez dias. Depois, mandou acender as fogueiras e tochas por todo campo para que ninguém percebesse o que estava acontecendo. Na mesma noite, cruzou o rio com seus homens e já estava na outra margem ao amanhecer.

### Marcha a Roma
| “ | Aníbal se aproximava, nem tanto para cercar Roma, mas principalmente para libertar Cápua de seu cerco | ” |
|   | — Lívio, Ab Urbe Condita XXVI, 8.5.                                                                   |   |

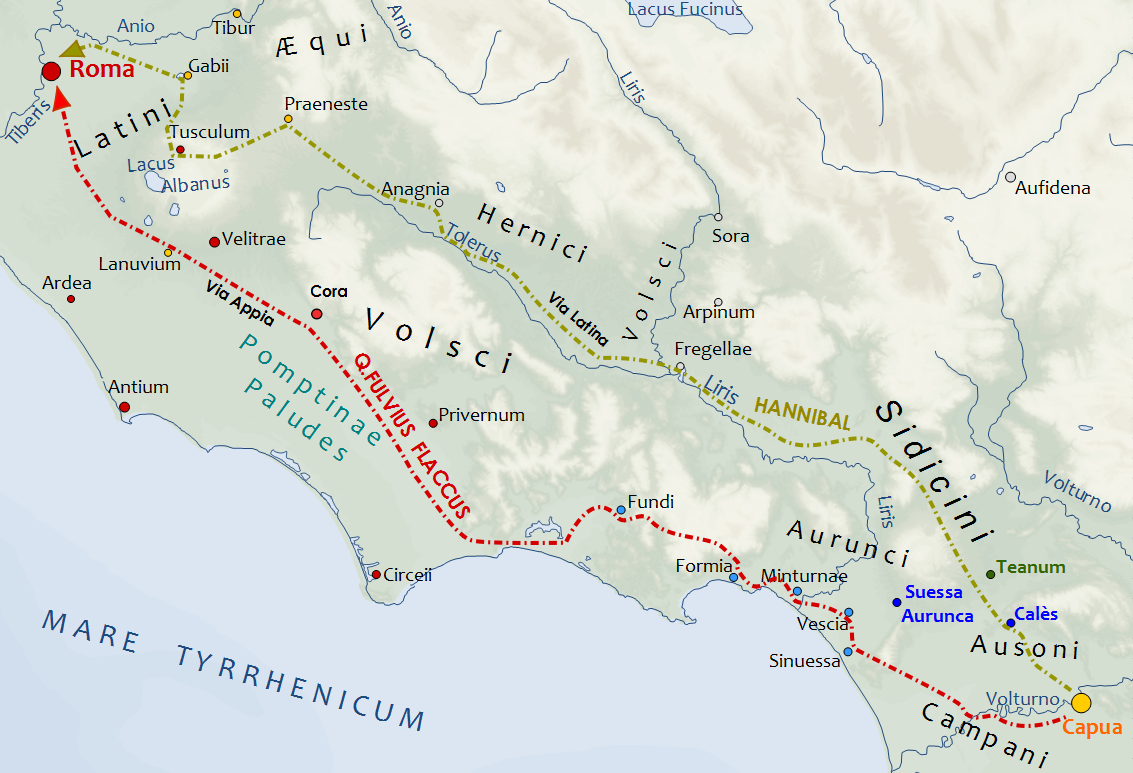
Marcha de Aníbal (verde) e do procônsul Quinto Fúlvio Flaco (vermelho) até Roma em 211 a.C..

Aníbal seguiu pela Via Latina enquanto Quinto Fúlvio Flaco vinha atrás pela Via Ápia segundo o relato de Lívio. No dia seguinte à travessia do Volturno, os cartagineses acamparam não muito longe do rio. No dia seguinte, Aníbal chegou ao território dos sidicínios, onde estava a cidade de Cales, onde permaneceu por apenas um dia para poder saquear e reunir provisões para o exército em marcha. Continuou seguindo pela Via Latina, passando por Sessa Aurunca, Alife e Cassino, onde acampou por dois dias e saqueou o território vizinho. Ultrapassada Interamna Lirenas e Aquino, chegou a Frégelas, perto do rio Liris, onde foi atrasado pela destruição da ponte. Como punição, saqueou com violência máxima toda a zona rural à volta da cidade e seguiu primeiro para o território de Frosino, depois de Ferentino e Anânia, chegando a Lábico. Dali, atravessou o monte Algido e seguiu para Túsculo, onde também foi mal recebido. Dali se desviou e dirigiu-se para Gabii, pois passou para a região de Pupinia e depois para um campo a apenas 8 milhas de Roma. E, enquanto se aproximava com a vanguarda da cavaleiros númidas, foi massacrando as populações locais e fazendo muitos prisioneiros.
Segundo Políbio, Aníbal atravessou o Sâmnio em uma marcha forçada enquanto Roma estava preocupada com o cerco de Cápua. Sempre sem ser detectado, superou o rio Aniene e montou seu próprio acampamento a uma distância de cerca de 40 estádios de Roma.

### Resistência romana
| Mapa do Velho Lácio (Latium vetus) |
| --- |
| Carséolos Nersas Caméria Ereto Ferônia Ceros Álsio Cere Orvínio Cures Capena Ferentino Anagnia Vitélia Alba Longa Laurento Lavínio Bovilas Arícia Lanúvio Velitras Sígnia Artena Tolério Bolas Pedo Labico Nomento Crustumério Careias Frégenas Óstia Vária Empulo Tibur Preneste Gábios Túsculo Fidenas Veios Antêmnas Roma Lácio Adjeto Etrúria |

Segundo o relato de Lívio, Quinto Fúlvio Flaco soube do plano de Aníbal por desertores e escreveu imediatamente ao Senado Romano. A notícia causou grande comoção e, como a situação se mostrou crítica, foi convocada a Assembleia do povo. Públio Cornélio Cipião Násica propôs que fossem reconvocados da Itália todos os comandantes e seus exércitos para defender Roma, o que significava abandonar o cerco de Cápua. Outros, por outro lado, como Fábio Máximo, consideravam vergonhoso abandonar Cápua por causa do medo e por deixar claro que os romanos estavam sendo comandados pelos movimentos de Aníbal:
| “ | Como esperam que [Aníbal] possa se apoderar de Roma agora que foi expulso de Cápua se ele não se atreveu a marchar contra Romana depois da vitória em Canas? | ” |
|   | — Lívio, Ab Urbe Condita XXVI, 8.4. |   |

Entre estas duas opiniões opostas, prevaleceu a mais equilibrada de Públio Valério Flaco, que, tendo escutado as outras duas, propôs que se escrevesse aos comandantes que cercavam Cápua, informando-lhes das forças que defendiam Roma. Eles, por sua vez, sabiam melhor quantos soldados Aníbal havia levado consigo e quantos seriam necessárias para manter o cerco de Cápua. Eles decidiram qual comandante enviar a Roma, Ápio Cláudio Pulcro ou Quinto Fúlvio Flaco, e com quais forças para defender a pátria do ataque cartaginês.
Foi assim que Fúlvio Flaco foi escolhido para seguir para Roma, pois seu colega estava ferido. Foram escolhidos 15 000 soldados entre os três exércitos à sua disposição e 1 000 cavaleiros, que seguiram para o rio Volturno. Como sabiam que Aníbal seguia pela Via Latina, Flaco escolheu a Via Ápia e enviou mensageiros às cidades ao longo do caminho, como Setia, Cora e Lavínio, com o objetivo de que fossem colegados suprimentos suficientes para sustentar a passagem do exército romano. Ele ordenou ainda que fossem colocadas em alerta as guarnições da cidade, que deveriam ficar prontas para defendê-las.
Neste ínterim, um mensageiro que havia sido enviado a Frégelas para anunciar a marcha de Aníbal sobre Roma gerou entre a população um temor generalizado, pois era um movimento improvisado e inesperado, considerando principalmente que nunca antes o general cartaginês chegara tão perto da cidade. Havia também uma suspeita por parte dos habitantes de Roma que as legiões teriam sido destruídas em Cápua. Os homens ocuparam as muralhas e as mulheres lotaram os templos, suplicando aos deuses e limpando o piso dos locais sagrados com seus próprios cabelos, uma prática comum na iminência de grandes perigos. Foram colocadas guarnições na Cidadela do Capitolino e no próprio Capitólio, no entorno da cidade até monte Albano e no rochedo de Éfula. Depois chegou a notícia de que também o procônsul Fúlvio Flaco havia partido de Cápua em marcha forçada e estava chegando em Roma para defendê-la. O Senado então decretou que a autoridade de seu comando fosse equivalente a de um cônsul, ainda que não lhe tenha sido concedido o posto.
E, enquanto Aníbal se aproximava de Roma, Fúlvio Flaco, depois de um atraso inicial na travessia do rio Volturno, pois o general cartaginês havia incendiado todos os navios utilizados em sua travessia, conseguiu, com a pouca madeira recuperada, construir balsas para atravessar mais ao norte. A partir daí, a marcha seguiu rapidamente, pois muitas das cidades encontradas ao longo da estrada já haviam deixado à disposição do comandante romano os suprimentos necessários para uma marcha muito rápida.
| “ | [...] enquanto os soldados, muito alegremente, se encorajavam uns aos outros a uma marcha veloz, lembrando sempre do fato de que deviam correr para defender a pátria. | ” |
|   | — Lívio, Ab Urbe Condita XXVI, 9.5. |   |

Flaco entrou em Roma pela Porta Capena e passou pelo meio da cidade através do bairro dos Carinae, seguindo depois para o Esquilino. Deste monte, saiu da muralha romana e montou seu acampamento entre a Porta Esquilina e a Porta Colina, na parte nordeste da cidade. Os edis plebeus levaram até lá as provisões enquanto os cônsules deliberaram acampar separadamente, cada um perto de uma das portas. O pretor urbano, Caio Calpúrnio Pisão, recebeu a missão de defender o Capitólio e a cidadela, enquanto os senadores permaneceram perto do Fórum Romano, prontos para responderem a qualquer demanda que se fizesse necessária.

## Batalha

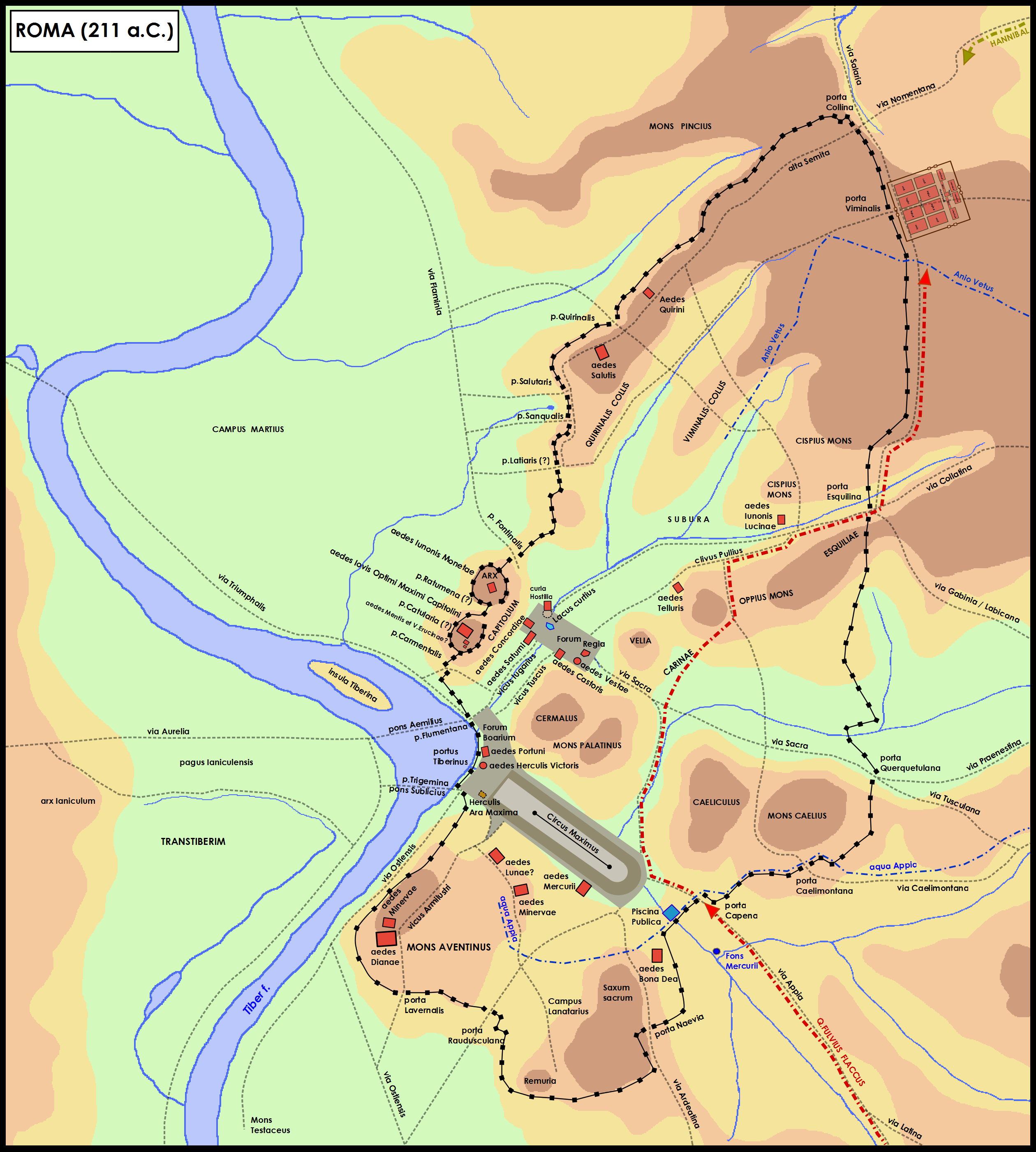
Defesa de Roma.
Em verde, as forças de Aníbal, a nordeste da cidade.
Em vermelho, entrando na cidade pelo sul, perto da Porta Capena, as tropas de Quinto Fúlvio Flaco, que depois foram até o norte para enfrentar Aníbal.

O passo seguinte foi dado por Aníbal, que ergueu seu acampamento perto do rio Aniene, a apenas três milhas de Roma. Ele então seguiu com 2 000 cavaleiros até a Porta Colina e chegou perto do Templo de Hércules para tentar observar as defesas da cidade. A reação romana, por Fúlvio Flaco, foi enviar contra o comandante cartaginês um contingente de cavalaria para tentar repeli-los de volta ao seu acampamento. Os cônsules, uma vez que se apresentava uma batalha equestre, ordenaram que 500 desertores númidas, que estavam no Aventino, que atravessassem a cidade e fossem até o Esquilino, ficando de prontidão para intervir no combate. Porém, quando alguns cidadãos viram este contingente estrangeiro saindo do Capitólio e depois subindo via Publicia, começaram a gritar que o Aventino havia sido capturado pelo inimigo, gerando na população uma grande confusão:
| “ | O povo correu para se refugir em suas casas e terraços, de onde atiravam pedras e objetos em seus próprios cidadãos que corriam nas ruas, confundidos com os inimigos. | ” |
|   | — Lívio, Ab Urbe Condita XXVI, 10.7. |   |

No final da batalha, venceu cavalaria romana, que conseguiu repelir os númidas de Aníbal. Todavia, como na cidade ainda imperava o caos e a confusão, o resto do dia e a noite seguinte foram dedicados a acabar com os numerosos tumultos que irromperam em toda parte.
Quando Aníbal decidiu tomar de assalto a Muralha Serviana, um evento acidental interrompeu o plano. Os cônsules de 211 a.C., Cneu Fúlvio Centúmalo e Públio Sulpício Galba, haviam acabado de alistar uma nova legião, ordenando que os soldados se apresentassem em Roma já armados para o juramento e, naquele mesmo dia, queriam alistar uma segunda. Este evento fortuito havia reunido na cidade uma grande multidão de soldados, algo muito apropriado para a ocasião. Os cônsules, com grande coragem, saíram da muralha e frearam o ardor do exército cartaginês. Aníbal, que inicialmente só pensava em tomar a cidade, assim que que viu os inimigos dispostos em ordem de batalha, preferiu abandonar o plano do assalto e deu início a um grande saque da região à volta, matando e queimando. Os cartagineses conseguiram recolher em seu acampamento uma grande quantidade de butim, pois ninguém ousava enfrentá-los.
Lívio conta que no dia seguinte à primeira batalha entre os dois exércitos, Aníbal cruzou o Aniene e perfilou seu exército em ordem de batalha. Flaco e os cônsules não fugiram do combate e os dois exércitos ficaram de frente um para o outro, mas uma fortíssima chuva de granizo obrigou os soldados a fugirem para seus respectivos acampamentos tamanho foi o medo provocado pelo evento, considerado um presságio. No dia seguinte, um evento similar dispersou novamente os exércitos já dispostos para o combate:
| “ | Tão logo os soldados retornavam aos seus acampamentos, o céu se tornava milagrosamente sereno e tranquilo. Isto foi interpretado pelos cartagineses como um prodígio divino e diz-se que Aníbal teria afirmado que uma vez que os deuses lhe havia recusado a captura de Roma e na outra não lhe haviam concedido a sorte [de atacá-la]. | ” |
|   | — Lívio, Ab Urbe Condita XXVI, 11.3-4. |   |

Abalado por estes eventos, sabendo também que um exército romano com reforços havia partido para a Hispânia ainda durante o cerco do general cartaginês e que o terreno onde ele havia erguido seu acampamento havia sido vendido sem que o preço fosse diminuído em nada por causa disto (duas demonstrações de confiança dos romanos), retirou seu exército até o rio Tuzia, a seis milhas de Roma.
Em seguida, quando os cônsules tiveram coragem para acampar a apenas 10 estádios de distância (1 850 metros) dos cartagineses, no raiar do dia Aníba levou seu exército de volta a Cápua, seja porque já havia recolhido butim em grande quantidade, seja por que considerou impossível cercar a cidade, mas, sobretudo, por que acreditava que seu plano havia surtido o efeito esperado já que havia transcorrido um número suficiente de dias para ou obrigar o procônsul Ápio Cláudio Pulcro a levantar o cerco e correr para salvar sua pátria ou forçá-lo a dividir seu exército para manter o cerco e retornar a Roma. Ambos os resultados eram bons para Aníbal.
Lívio narra em seguida Aníbal se dirigiu ao bosque sagrado da deusa Ferônia, cujo templo era famoso por sua riqueza. Os capenatos e as outras populações locais levavam para lá oferendas, como os primeiros frutos da colheita e o templo estava repleto de ouro e prata. Aníbal saqueou completamente o templo.
Ainda segundo o relato de Políbio, Públio Sulpício, depois de ter destruído todas as pontes no Aniene, obrigou Aníbal a tentar cruzar com seu exército enfrentando a correnteza e o atacou no momento de maior dificuldade. Porém, ele não conseguiu infligir-lhe uma derrota decisiva por causa do elevado número de cavaleiros, especialmente os cavaleiros númidas, particularmente hábeis naquele tipo de terreno. E depois de conseguirem recuperar dos cartagineses uma boa parte do butim e assassinado cerca de trezentos homens, ordenou a retirada ao seu próprio acampamento. Acreditando que os cartagineses estavam se retirando, decidiu segui-los mantendo uma distância segura.

## Consequências
O retorno de Aníbal no relato de Lívio passou pelas seguintes cidades: Eretum, Templo de Ferônia, Reate, Cutília e Amiterno. Aníbal, que num primeiro momento havia ordenado uma marcha normal, quando soube que Cláudio Pulcro não havia levantado o cerco a Cápua, resolveu atacar Públio Sulpício, que vinha seguindo suas forças e, durante a noite, atacou seu acampamento. A batalha que seguiu foi uma nova derrota romana: muitos soldados foram mortos e alguns conseguiram se salvar refugiando-se numa colina bem defendida, o que fez com que Aníbal desistisse de atacá-la novamente.
Aníbal, da Campânia, teria prosseguido pelo Sâmnio e, depois, invadiu o território dos pelignos, chegando até a cidade Sulmona. Em seguida passou pela terra dos marrucinos, de Alba Fucens, dos mársios e terminou na vila de Foruli (Scoppito). Dali, Aníbal decidiu continuar sua marcha até a Dáunia (a parte setentrional da Apúlia) e o Brúcio, onde atacou repentinamente a cidade de Régio, aliada dos romanos, que por pouco não foi capturada.